# Big Time Rush
|  | Denne artikel er om tv-serien. For bandet, se Big Time Rush (band). |
Big Time Rush er en amerikansk tv-serie skabt af Scott Fellows, der omhandler fire hockeyspillere Kendall, Logan, James og Carlos fra Minnesota, der er blevet udvalgt til at spille med i et boyband.
Serien havde premiere på amerikansk tv den 18. januar 2010, og med over 6,8 millioner tv-seere, blev den tv-kanalen Nickelodeons mest sete premiere på en tv-serie. Seriens fjerde, og sidste, sæson blev afsluttet den 25 juli 2013.

## Afsnit
| Sæson | Sæson | Afsnit | Oprindelig sendt | Oprindelig sendt |
| Sæson | Sæson | Afsnit | Start            | Slut             |
| ----- | ----- | ------ | ---------------- | ---------------- |
|       | 1     | 20     |                  |                  |
|       | 2     | 29     |                  |                  |
|       | Film  | Film   | 10. marts 2012   | 10. marts 2012   |
|       | 3     | 12     |                  |                  |
|       | 4     | 13     |                  |                  |